# ГТ Энерго
АО «ГТ Энерго» (до 26 января 2015 года — ОАО «ГТ Энерго», до 1 июля 2014 ОАО «ГТ-ТЭЦ Энерго») — генерирующая компания, специализирующаяся на разработке, строительстве «под ключ» и эксплуатации газотурбинных ТЭЦ собственного производства.
В настоящее время управление 18-ю объектами генерации ведется сервисными центрами, расположенными в Центральном, Южном и Уральском регионах. Инжиниринговый центр обеспечивает техническую поддержку энергообъектов.
Полное наименование — Акционерное общество «ГТ Энерго». Головной офис находится в Москве на Краснопресненской набережной.

## Деятельность
Производство и реализация тепловой и электрической энергии;

Проектирование и Строительство объектов генерации на основе газо-турбинных установок ГТУ;

Управление объектами генерации.
Показатели деятельности:
| Установленная мощность | в эксплуатации    | строящиеся |
| ---------------------- | ----------------- | ---------- |
| Электрическая          | более 360 МВт     | 236 МВт    |
| Тепловая               | более 1120 Гкал/ч | 860 Гкал/ч |

| Ежегодная выработка   | в эксплуатации      |
| --------------------- | ------------------- |
| Тепловой энергии      | более 350 тыс. Гкал |
| Электрической энергии | свыше 500 млн.кВт·ч |

Социально-значимая деятельность предприятия отвечает требованиям государственных энергетических программ развития регионов, включая содержание курса на снижение выбросов CO2 в атмосферу.

## История
ОАО «ГТ-ТЭЦ Энерго» было учреждено в ноябре 2001 как стратегический инвестиционный проект группы Энергомаш в области малой энергетики.
В период с 2003 по 2008 год были введены в эксплуатацию газотурбинные станции типа 009 мощностью 18 — 36 МВт в Вельске Архангельской области, Всеволожске Ленинградской области, Белгороде, городе Реж Свердловской области, в Барнауле и других регионах.
В 2008—2012 годах введены в эксплуатацию газотурбинные электростанции типа 009М с применением технологии размещения роторов турбины в магнитных подшипниках в Тамбове, Екатеринбурге, Саранске, Магнитогорске Челябинской области, Щелково Московской области, Новочеркасске Ростовской области, Великом Новгороде, Сасово Рязанской области. В 2018 году осуществлен ввод в эксплуатацию станции нового типа 009МЭ  в г. Ревда (Свердловская область).
Арбитражным судом города Москвы ОАО «ГТ-ТЭЦ Энерго» признано несостоятельным (банкротом)
В результате реорганизации ОАО «ГТ-ТЭЦ Энерго» все активы переданы ОАО «ГТ Энерго».
С 26 января переименовано в АО «ГТ Энерго».
| Вельская         | Архангельская область | 2003 | 009   | 18 | 40  |
| Мичуринская      | Белгородская область  | 2004 | 009   | 36 | 80  |
| Орловская        | Орловская область     | 2005 | 009   | 18 | 40  |
| Режевская        | Свердловская область  | 2005 | 009   | 18 | 40  |
| Всеволожская     | Ленинградская область | 2006 | 009   | 18 | 40  |
| Барнаульская     | Алтайский край        | 2006 | 009   | 36 | 80  |
| Крымская         | Краснодарский край    | 2008 | 009   | 18 | 40  |
| Саранская        | Мордовия              | 2008 | 009   | 18 | 40  |
| Лужская          | Новгородская область  | 2008 | 009   | 36 | 80  |
| Тамбовская       | Тамбовская область    | 2008 | 009М  | 18 | 80  |
| Екатеринбургская | Свердловская область  | 2008 | 009М  | 18 | 80  |
| Элистинская      | Калмыкия              | 2009 | 009М  | 18 | 80  |
| Магнитогорская   | Челябинская область   | 2010 | 009М  | 18 | 80  |
| Сасовская        | Рязанская область     | 2010 | 009М  | 18 | 80  |
| Новочеркасская   | Ростовская область    | 2011 | 009М  | 18 | 80  |
| Щелковская       | Московская область    | 2011 | 009М  | 18 | 80  |
| Касимовская      | Рязанская область     | 2012 | 009М  | 18 | 80  |
| Ревдинская       | Свердловская область  | 2018 | 009МЭ | 36 | 100 |

## Технология
Построенные газотурбинные ТЭЦ представляют собой технические сооружения с новаторскими решениями, пригодными для эксплуатации в любых климатических условиях. Станции работают в режиме когенерации: происходит выработка электрической и тепловой энергии. В системах управления и автоматизации ГТ ТЭЦ применены современные исполнительные механизмы и программируемые контроллеры. Пуск, остановка и управление режимом осуществляется одним оператором. Состояние блоков, параметры и органы управления выведены на мониторы оператора. Списочный состав персонала ГТ ТЭЦ около 8 человек по местным условиям.
Газотурбинные ТЭЦ комплектуются двумя либо четырьмя блоками. В первых проектах использовалась масляная смазка подшипников турбины и генератора, а также редуктора — агрегат типа 009.
Агрегат типа 009М и 009МЭ характеризуются отсутствием системы смазки, роторы турбины и генератора вращаются в магнитных подшипниках на одной оси. Ряд ГТ ТЭЦ имеет в составе преобразовательные подстанции, позволяющие выдавать электроэнергию в сеть на напряжении 110 или 220 кВ.